# Blepharodon costae
Blepharodon costae är en oleanderväxtart som beskrevs av J. Fontella Pereira och G. Morillo. Blepharodon costae ingår i släktet Blepharodon och familjen oleanderväxter. Inga underarter finns listade i Catalogue of Life.